# Иван Золо
Ива́н Зо́ло (полное имя — Ива́н Серге́евич Золоче́вский; род. 29 июля 2004, Москва) — российский тиктокер, стример и музыкант. Получил широкую известность благодаря совместным стримам с блогером Некоглаем.

## Биография

### Ранние годы
Родился 29 июля 2004 года в Москве. Иван был единственным ребёнком в семье. Учась в школе, занимался стрельбой из лука и увлекался посещением музеев. Известно, что у Золо с детства есть проблемы со здоровьем, из-за которых он иногда испытывает трудности с запоминанием информации.

### Карьера

#### Популярность в TikTok
Иван начал свою блогерскую деятельность в 2020 году в TikTok, где его контент включал танцы, караоке и челленджи. Его трансляции стали вирусными благодаря своеобразной манере общения и реакции на зрителей.

#### Совместные стримы с Некоглаем
Осенью 2021 года Иван Золо начал активно сотрудничать с блогером Некоглаем, что привело к резкому росту его популярности. Их эфиры на Twitch и TikTok привлекали сотни тысяч зрителей, а 10 января 2022 года Некоглай и Иван Золо побили рекорд СНГ Twitch по количеству одновременных зрителей на трансляции: их смотрели 578 тысяч человек.
Контент совместных трансляций вызывал споры. Некоглай часто ставил Ивана в неловкие ситуации (например, заставлял читать английские слова, которых он не знает, или предлагал пройти тест на IQ).

#### Дальнейшее творчество
В 2023 году был внесён главой Лиги Безопасного интернета Екатериной Мизулиной в «реестр недобросовестных блогеров» за рекламу наркотиков и казино в Telegram-канале.
В 2024 году Золо объявил о гастрольном туре по 16 городам России. Концерты сопровождались скандалами и организационными проблемами, включая нарушения норм безопасности и сообщениями о минировании площадок.
В 2025 году Золо был внесён в украинскую базу «Миротворец». В качестве причин администрацией сайта была указана «поддержка России и распространение российской пропаганды», а также проведение концерта на территории Крыма в Симферополе.

### Проблемы со здоровьем
Отец Ивана, Сергей Золочевский, в интервью с Асхабом Тамаевым рассказал, что в детстве его сын перенёс две операции на веке. Врачи предупреждали, что наркоз, необходимый для этих процедур, может повлиять на психику ребёнка. По словам отца, после операций у Ивана действительно появились особенности в мышлении и поведении. Он отметил, что Иван может немного отставать от сверстников, но незначительно, и подчеркнул, что у него нет умственной отсталости или аутизма.

## Влияние
Иван Золо стал автором нескольких интернет-мемов, включая «Стопапупа» — ошибочное прочтение никнейма блогерши StopAnnya. Его фразы и манера речи часто копируются в социальных сетях.

## Дискография
| Год  | Название                                      |
| ---- | --------------------------------------------- |
| 2021 | «Белый снег»                                  |
| 2022 | «ПРОСТО ВОТ ТАК!» (совместно с Командр)       |
| 2022 | «PLAYBOY» (совместно с Командр и GOODBYEMOTO) |
| 2022 | «Соковыжималка» (совместно с suramura)        |
| 2022 | «Соседи» (совместно с Ksenon)                 |
| 2022 | «Обычный парень» (совместно с Nekoglai)       |
| 2023 | «Бонусбай» (совместно со Светой Соллар)       |
| 2023 | «Я могу» (совместно с Kanima)                 |
| 2023 | «Выкупи»                                      |
| 2023 | «Дисс на кашу»                                |
| 2024 | «Новый стиль»                                 |
| 2024 | «8 марта»                                     |
| 2024 | «Мексиканец»                                  |
| 2024 | «Разбила»                                     |
| 2024 | «Лаванда»                                     |
| 2024 | «Метель»                                      |
| 2025 | «Мой путь»                                    |
| 2025 | «Лепесток»                                    |
| 2025 | «Марабу»                                      |
| 2025 | «Альтушка»                                    |

### Комментарии
1. ↑  20 марта 2024 года рекорд перебили стример Mellstroy и рэпер Моргенштерн. Их совместную трансляцию на платформе Kick одновременно смотрело 720 тысяч человек[5].